# Misiune: Imposibilă II
Misiune: Imposibilă II (2000, Mission: Impossible II, abreviat M:I-2) este un film de acțiune american regizat de John Woo, cu Tom Cruise în rolul principal, Cruise fiind și producătorul filmului. Este o continuare a filmului Misiune: Imposibilă (1996) regizat de Brian De Palma. Cruise interpretează rolul agentului Ethan Hunt de la IMF, o agenție top-secret de spionaj și de operațiuni clandestine. Filmul este al doilea din seria Misiune: Imposibilă.

## Prezentare
Ethan Hunt îl trimite pe Nyah Nordoff-Hall sub acoperire pentru a opri un fost agent IMF care a furat un virus mortal și dorește să vândă un antidot celui care oferă mai mult.

## Actori/Roluri
- Tom Cruise - Ethan Hunt
- Dougray Scott - Sean Ambrose
- Thandie Newton - Nyah Nordoff-Hall
- Ving Rhames - Luther Stickell
- Richard Roxburgh - Hugh Stamp
- John Polson - Billy Baird
- Brendan Gleeson - John C. McCloy
- Rade Serbedzija - Dr. Nekhorvich
- William Mapother - Wallis